# Massachusetts Humane Society
Die Massachusetts Humane Society (The Humane Society of the Commonwealth of Massachusetts) wurde am 5. Januar 1786 auf Initiative von Bostoner Geschäftsleuten in Anlehnung an die britische Royal Humane Society formal gegründet. Sie war entscheidend für die Herausbildung der organisierten Seenotrettung um Kap Cod, diente als Vorbild für die Entstehung des U.S. Life-Saving Service und engagiert sich noch heute im Gesundheits- und Rettungswesen.

## Seenotrettung
Da es um das exponierte Kap Cod in der Wintersaison zunehmend sturmbedingte Schiffsunglücke mit immer höheren Verlusten an Schiffen, Ladungen und Menschen in Strandnähe gab, errichtete die Society zunächst Schutzhütten für etwaige Überlebende, die das Festland erreichen konnten. Ab 1807 begann die Gesellschaft Rettungsstationen mit Rettungsbooten entlang der Küste zu unterhalten.
Im Jahr 1870 bestanden über 70 Stationen. 1871 bewilligte der Kongress erstmals Gelder für die Seenotrettung und der U.S. Life-Saving Service entstand, der sukzessiv die Seenotrettung professionalisierte und übernahm.

## Rettungsmedaillen

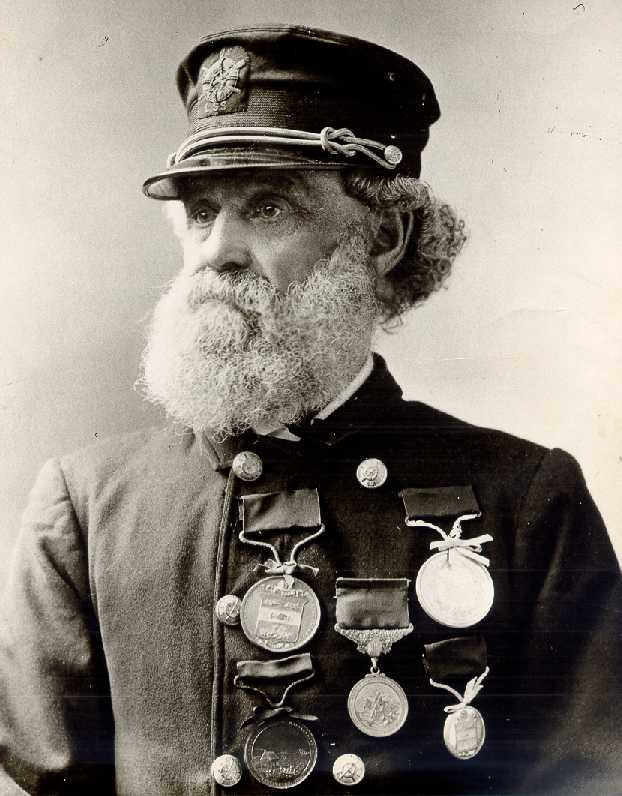
Kapitän Joshua James erhielt alle drei Auszeichnungen

Durch die Vergabe von Auszeichnungen (Lebensrettungsmedaillen in Gold, Silber und Bronze) verbunden mit einer finanziellen Zuwendung förderte die Gesellschaft ab 1786 die Retter und über die Publizität den Rettungsgedanken in der Öffentlichkeit.

## Mitglieder
Berühmte Mitglieder in den Anfangsjahren waren:
- Paul Revere (Freiheitskämpfer)
- John Hancock, Gouverneur
- Joshua James (Seenotretter)
- James Bowdoin, Gouverneur
- John Warren, Gründer der Harvard Medical School